# Кривошије
Кривошије је назив за српско племе или за висораван и историјску микрорегију изнад Рисна у Боки Которској, општина Котор у Црној Гори, односно једно вријеме дио Старе Херцеговине, на источним обронцима Орјена.

## Назив
Кривошија је назив за једну врсту сабље која у хералдици означава првенствено знак храбрости и спремности да се брани свој ареал. Назив племена и области Кривошије је у вези са овим оружјем.

## Географија
Кривошије у ширем смислу означава територију Горњих и Доњих Кривошија и Горњих и Доњих Леденица, док у ужем смислу територију Горњих и Доњих Кривошија.
Кривошије су ртом Пазуа подијељене на Горње и Доње Кривошије, а чине их села:
- Драгаљ
- Звечава
- Кнежлаз
- Малов До
- Црквице и
- Хан.

Ова села чине мале групе кућа које су, прилагођавајући се конфигурацији терена, подигнуте без нарочитог реда. Данас је већина села скоро напуштена.

### Природне одлике
Кривошије су познати по најизразитијим облицима дубоког крша. Планине су претежно покривене бјелогоричном шумом (буквом и др.) а на Орјену су очуване и шуме бора мунике. У ледено доба знатан дио Орјена био је захваћен глацијацијом. Наслаге леда биле су између осталог око Звечаве. Од средишњег Орјена спуштају се ледничке долине према Граховском и Драгаљском пољу, која су покривена флувиоглацијалним наносом, дебелим и до 10 m.

### Клима
Клима је медитеранска и измијењено медитеранска, карактеристична по обимној количини падавина зими. Љета су топла и сушна.

## Историја
Област је добило име по неком Кривошићу чије се име помиње у дубровачком извјештају из XV вијека. Према неким изворима, први помен области Кривошија у писаним изворима је из извјештаја млетачког заповједника у Рисну, Анђела Гонема, из 1686. године. У извјештају се помиње 15-20 кућа у Кривошијама. Ревија Историја за август 2014. на 21.страни помиње сабљу кривошију, тако да је вјероватно да је ово ратничко српско племе добило има баш по тој врсти сабље, јер су и Дробњаци наводно добили име по дробу, након убиства-освете над Ченгићима. Презиме Сјеклоћа је по томе што су сјекли Турке, а постоји податак да Косово није по птици кос већ што су се ту војске косиле одвајкада. Све то иде у прилог чињеници да су наше области и племена добијала имена по војним терминима. У опису грба Будисављевића се помиње сабља кривошија.
Кроз Кривошије пролази пут који је био значајан у средњовјековно и античко доба. О томе свједоче између осталог остаци поплочаног пута у дубодолини Лупоглава.
Кривошије се налазе на територији некадашње турске нахије Риђани и дијелом Драчевице. Риђани, средњовјековни Власи, сматрају се прецима Кривошијама. Због учесталих сукоба и мијешања са црногорско-херцеговачким племенима, Риђани полако нестају.
Истраживања племена Кривошија показују да се од 1430. до 1500. године знатан број становника племена одселио у Боку которску. Сеобе су настављене и у вријеме турске владавине. Кривошије у том периоду учествују у устанцима племена Никшића и подловћенске Црне Горе. Тада се у ове крајеве насељавају братства из Цуца, Бјелопавлића, Пјешиваца,околине Цетиња и мањим дијелом из Херцеговине. Од њих у 17. вијеку развијају се у Кривошијама братства
- Бојанићи
- Самарџићи
- Радојичићи
- Радуловићи
- Вучуровићи
- Одаловићи
- Жмукићи
- Ристелићи
- Благојевић
- Лакићевић
- Илићи (слава св. Петка)
- Водовари
- Ковачи (слава Јовандањ), даљим поријеклом из Цуца
- Ковачи (слава Ђурђевдан), даљим поријеклом из Бањана
- Кокотовићи
- Деретићи
- Лазовићи-Леденице
- Милетићи-Леденице
- Илићи (слава Ђурђевдан)-Леденице
- Суботићи-Леденице

Кривошијама владају Турци до 1684. године, затим припадају Млетачкој републици до пропасти Венеције 1797. године, када прелазе у састав Аустроугарске. Од 1807. припадају Француској, од 1813. Црној Гори. Бечким конгресом 1814. године, Кривошије су поново под Аустроугарском контролом, као дио Илирских покрајина. Ово је изазивало побуне међу локалним становништвом, од којих је вјероватно најпознатији онај из 1869. године. Још данас у крају постоје остаци аустроугарских утврда.
Вук Караџић је забиљежио да је 1834. у Кривошијама било око 250 кућа и 1.200 душа, сви грчког закона.
Аустроугарска влада овим крајем све до 1918. године када је формирана Југославија.

## Цркве
- Црква Св. Јована, Драгошево село, Звечава (XVII вијек)
- Црква Рождества Богородице, Малов До (1831)
- Црква Покрова Богородице, Драгаљ (1867)

## Занимљивости
- Кривошије су подручје с највећом количином падавина у Европи – у просјеку 480 mm дневно[тражи се извор].
- Грчки мит каже да се гробови Кадмоса, оснивача Тебе, и његове жене Хармоније налазе на подручју Кривошија[тражи се извор].

## Знамените личности поријеклом са Кривошија
- Милан Радуловић, српски књижевник, философ, интелектуалац, министар вера Србије, из Хан Пијеска.
- Аћим Радуловић, вођа устанка источне Босне и први војвода горски из Хан Пијеска.
- Милорад Радуловић, командант мајор специјалних јединица полиције V одреда - Добој, Карађорђева звијезда, из Хан Пијеска.
- Љубиша Самарџић[9], српски и југословенски глумац, редитељ и продуцент.
- Жељко Самарџић[10], југословенски и српски пјевач народне и поп музике.
- Мирко Самарџић[10], учесник Народноослободилачке борбе, предсједник општине Рисан.
- Гојко Самарџић[9], српски револуционар и комуниста.
- Саво Илић, народни херој са Леденица
- Обрад Вучуровић, учесник Народноослободичалке борбе, генерал-мајор авијације ЈНА и ракетни инжењер.